# Стратегія ризику (фільм, 1978)
«Стратегія ризику» (рос. «Стратегия риска») — російський радянський 3-серійний художній фільм 1978 року режисера Олександра Прошкіна.

## Сюжет
Розповідь про відкриття нафтових родовищ Тюменської області на початку 1960-х років. 
Основна сюжетна лінія — доля нафтовика-новатора, що пройшов шлях від керівника геолого-розвідувальної експедиції до головного геолога тресту.

## У ролях
- Олександр Парра — Фарід Керімович Аскеров, нафтовик, начальник нафторозвідувальної експедиції
- Наталя Єгорова — Аня Бекетова, геолог
- Олександр Пороховщиков — Ігор, головний геолог експедиції
- Наталія Вількіна — Зоя, куховарка в експедиції
- Геннадій Кринкін — Петро Матвійович Уланов, буровий майстер, чоловік Зої
- Василе Зубку-Кодряну — Кантей, буровик
- Лев Дуров — Григорій Олександрович Вермішев, головний бухгалтер експедиції
- Іван Воронов — Василь Ігнатович Журавльов, начальник тресту
- Артем Іноземцев — Криленко
- Всеволод Сафонов — Голубой, головний геолог ЮСГУ
- Віктор Адєєв — Віктор Ксенофонтович Радзієвський, геофізик
- Пантелеймон Кримов — Смоленцев, учитель географії, колишній геолог
- Михайло Басов — Саша Конопльов, буровик, пізніше головний геолог
- Юрій Михеєнков — Андрій, буровик
- Євген Герчаков — Галімзян, буровик
- Армен Джигарханян — Сергій Анатолійович Рєзцов, начальник Західно-Сибірського геологічного управління
- Олег Корчиков — Іван Сергійович Шестаков, перший секретар райкому
- Борис Гусаков — Юрченко, льотчик

## Творча група
- Автори сценарію: — Рустам Ібрагімбеков
- Режисери-постановники: — Олександр Прошкін
- Оператори-постановники: — Фелікс Кефчіян
- Художники-постановники: — Іван Тартинський
- Композитори: — Едуард Артем'єв
- Автори тексту пісень: — рос. «Сон об уходящем поезде» на вірші Ю. Левітанського виконує автори Сергій Нікітін